# Polomarket

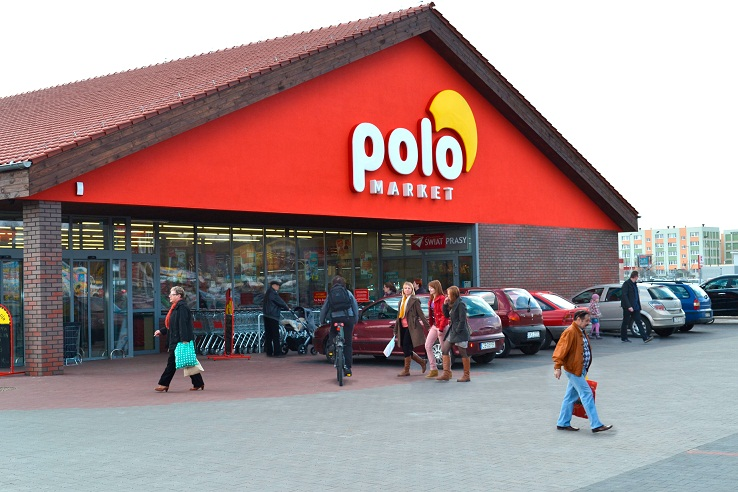
Polomarket w Bydgoszczy

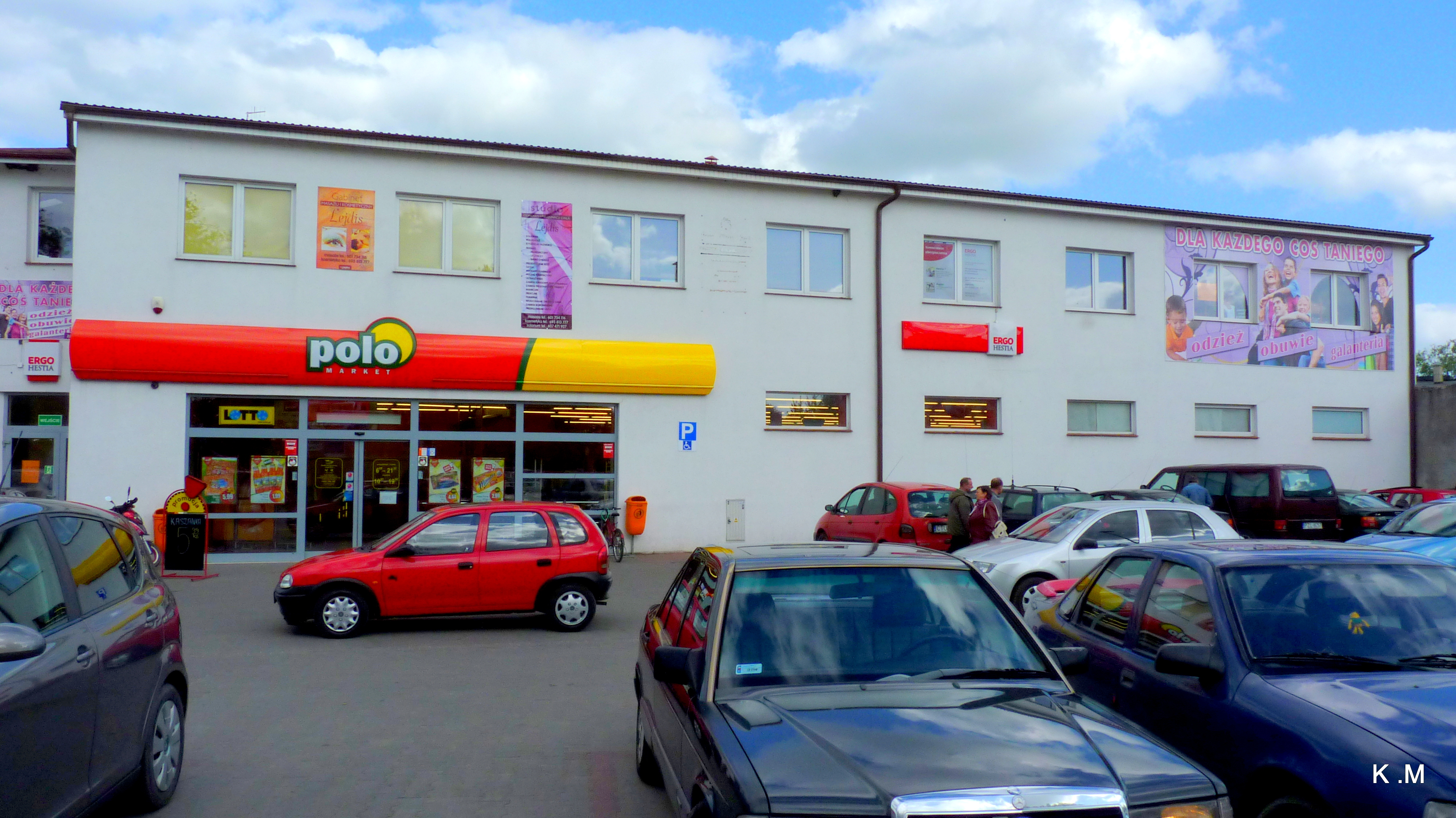
Polomarket w Więcborku

Polomarket (napis stylizowany: POLOmarket) – polska sieć supermarketów, posiadająca ponad 280 placówek na terenie całej Polski. Każdego miesiąca sklepy POLOmarketu odwiedza średnio niemal 9 milionów klientów.
Siedziba Polomarket Sp. z o.o. i centrum logistyczne mieści się w Giebni k. Pakości w województwie kujawsko-pomorskim. Drugie centrum magazynowe zlokalizowano w Kłobucku. W kwietniu 2021 r. Grupa POLOmarket uruchomiła trzecie centrum logistyczne, które znajduje się w Swarożynie k. Tczewa.
Od marca 2022 ambasadorem Polomarketu jest piosenkarz Rudi Schuberth.

## Działalność
Spółka działa jako sp. z o.o. (nr KRS 0000204601) i powstała w 1997 z połączenia 27 sklepów pięciu właścicieli z Konina, Inowrocławia, Świecia, Torunia i Płocka. Posiada w 100% polski kapitał.
W 2013 roku sieć zmieniła logo, wyposażenie, a także układ sklepów. Od tamtego czasu Polomarket remontuje starsze sklepy, zaś wszystkie nowe placówki są otwierane przy uwzględnieniu obowiązującego systemu identyfikacji wizualnej firmy.
Z końcem 2014 zniknęło z mapy Polski 170 supermarketów pod szyldem Polomarket. Zastąpiła je nowa sieć Mila należąca do spółki Market-Detal, która była partnerem sieci od 1997 do 2014.
Przychody sieci za 2021 wyniosły 2,7 miliardów złotych. Sieć zatrudnia ponad 5 500 pracowników.

### Współpraca z polskimi dostawcami
Większość artykułów z oferty sklepów Polomarket dostarczają polscy producenci, rolnicy, hodowcy i sadownicy. Sieć oferuje szeroki wachlarz produktów marek własnych.

### Usługi dodatkowe
Swoim klientom Polomarket oferuje m.in. takie usługi dodatkowe jak cashback (możliwość pobrania gotówki podczas zakupów w sklepie) czy Moje Rachunki (możliwość opłacenia rachunków za prąd, gaz, telefon, telewizję, raty i ubezpieczenia etc.).

### Polokarta
W marcu 2016 Polomarket uruchomił program lojalnościowy Polokartę. Polokarta to bezpłatnie wydawana karta lojalnościowa, dzięki której klienci sieci mają dostęp do wielu wybranych produktów z każdej kategorii produktowej w obniżonych cenach. Polokartę można wyrobić w każdej placówce Polomarketu, a także przez Internet na stronie www.polomarket.pl/polokarta.